# NGC 5276
NGC 5276 is een balkspiraalstelsel in het sterrenbeeld Jachthonden. Het hemelobject werd op 27 maart 1856 ontdekt door de Ierse astronoom William Parsons.

## Synoniemen
- UGC 8680
- IRAS 13400+3553
- MCG 6-30-74
- KUG 1340+358
- ZWG 190.43
- KCPG 391B
- PGC 48542